# Iauhen Sobal
Iauhen Sobal (en belarús: Яўген Собаль) (7 d'abril de 1981) és un ciclista belarús, professional des del 2014. Actualment corre a l'equip Minsk CC. Ha combinat la carretera amb la pista.
Del seu palmarès destaquen cinc Campionats nacionals en ruta i dos en contrarellotge.

## Palmarès en ruta
- 2001
  -  Campió de Belarús en ruta
- 2003
  -  Campió de Belarús en ruta
  -  Campió de Belarús en contrarellotge
- 2004
  -  Campió de Belarús en ruta
  - Vencedor de 2 etapes a la Volta a Turquia
- 2006
  - Vencedor d'una etapa al Giro de la Vall d'Aosta
- 2009
  - Vencedor d'una etapa a la Volta a Sèrbia
- 2016
  - 1r a la Cursa de Solidarność i els Atletes Olímpics i vencedor d'una etapa
- 2019
  -  Campió de Belarús en ruta
  -  Campió de Belarús en contrarellotge
  - 1r als Cinc anells de Moscou
  - 1r a l'Horizon Park Race for Peace
- 2020
  -  Campió de Belarús en ruta

## Palmarès en pista

### Resultats a laCopa del Món
- 2002
  - 1r a Monterrey, en Persecució per equips